# رويغب (ثادق)
رويغب، هي قرية من فئة (ب) تقع في محافظة ثادق، والتابعة لمنطقة الرياض في السعودية. وتبعد رويغب عن محافظة ثادق بمسافة تقارب (65) كم.